# Belmonte de Gracián
Belmonte de Gracián è un comune spagnolo di 233 abitanti situato nella comunità autonoma dell'Aragona. Nel suo territorio municipale, e in parte di quello di Mara, sorgeva la città celtibera, poi romana, di Segeda.